# Translatewiki.net
translatewiki.net er et web-baseret oversættelsessytem, drevet af Translate-udvidelsen til MediaWiki, hvilket gør MediaWiki til et velegnet værktøj til at oversætte alle slags tekst.
Det er i øjeblikket den 13. største wiki i verden målt på antal sider har omkring 5000 oversættere for over 50 tusinde tekststrenge fra over 20 projekter heriblandt MediaWiki, OpenStreetMap, Mifos, Encyclopedia of Life og MantisBT.

## Funktioner
Det vigtigste karakteristika for translatewiki.net og dets kerne, Translate-udvidelsen, er at det er en wiki, så det er gjort let at bidrage for webbrugere. Kvalitet tilstræbes ved at lade oversætterne fokusere på det de er bedst til, oversættelse, ved at befri dem fra andre byrder.
Oversættelser er umiddelbart tilgængelige for oversætteren og vil problemløst blive synkroniseret med den oversatte softwares versionsstyringssystem eller oversættelige wiki-sider, uden oversætterens indgriben. I bedste fald, MediaWiki på Wikimedia-projekter, vil nye lokaliseringer nå live-sites inden for en dag.
Den indlejrede oversættelsesredigering har forskellige funktioner til at hjælpe med oversættelse, såsom:
- Dokumentation af beskeder, også kendt som kontekst
- Forslag fra oversættelseshukommelse og maskinoversættelse
- Tjek af oversættelser for almindelige syntaksfejl
- Oversættelsesstatus for beskeder[7]

Translatewiki.net er også en Semantic MediaWiki.

## Historie
Translatewiki.net blev startet af Niklas Laxström som lokaliseringsplatform for alle MediaWikis sprog omkring juli 2006. Det hed dengang Betawiki. Foruden oversættelse blev det udviklet med funktionalitet som en test- og udviklingsplatform for MediaWiki (Nukawiki i 2005) med fokus på forbedring af internationaliseringsfunktioner.
I slutningen af 2007 indgik Siebrand Mazeland i styringen af webstedet, som var blevet flyttet til dets nuværende domæne, translatewiki.net.
I april 2008 understøttedes allerede over 100 sprog for MediaWiki og 200 af MediaWikis udvidelser, hvilket gjorde det til "et af de mest oversatte softwareprojekter nogensinde", såvel som FreeCol. Siden da, som værende et uafhængigt frivilligt projekt
, er det blevet anerkendt som vigtig del i den globale succes for MediaWiki og Wikimedia-projekterne drevet af den, såsom Wikipedia, i over 280 sprog.
I 2009 blev det forbedret med hjælp fra et Google Summer of Code-projekt af Niklas Laxström.
Korrekturlæsningsfunktioner blev introduceret i 2011.
I 2012 blev dets oversættelseshukommelse taget i brug på alle Wikimedia-projekter ved brug af Translate.
I 2013 gennemgik oversættelsesplatformen en større revision gennem "Translate User eXperience"-projektet, kaldet "TUX", herunder "ændringer i navigering, redigeringens udseende og brug, oversættelsesområdet, filtre, søgninger, og farve og stil".

## Understøttede formater
Nogle af de direkte understøttede formater følger. Flere kan tilføjes med nogen tilpasning.
- MediaWiki-grænseflade og sider
- GNU Gettext
- Java properties
- Android string resources
- INI
- Dtd
- PHP filer
- JavaScript
- Json
- PythonSingle
- RubyYaml
- Yaml